# Диц, Микаэла
Микаэла Диц (англ. Michaela Dietz; род. 1 ноября 1982, Сеул) — американская актриса озвучивания, чья профессиональная карьера началась в 2005 году. Она озвучила персонажа Рифф в детском телесериале PBS «Барни и друзья», Аметист в телесериалах Cartoon Network «Steven Universe» и «Steven Universe Future», Долли Далматин в сериале Disney Channel «Улица Далматинцев, 101», Питу в « Fallout 76», Ви в мультсериале «Дом совы» на канале Disney.

## Ранняя жизнь и карьера
Диц родилась в Инчхоне, Южная Корея, 1 ноября 1982 года, затем была удочерена и выросла в Куперстауне, штат Нью-Йорк, в возрасте трех месяцев. Она изучала международные отношения в колледже Миддлбери. Она рассказала о том, как ее опыт удочерения вдохновил ее на исполнение роли Аметист в сериале «Вселенная Стивена».